# International Working Test 2017
International Working Test 2017 (IWT 2017) byl XXVI. ročník mezinárodní soutěže retrieverů ve working testech, který se konal 22. a 23. července 2017 v Finsku poblíž města Mustio, které se nachází 80 km západně od Helsinek. Pořadatelem soutěže byl Labradorinnoutajakerho ry (LNK).
Soutěže se zúčastnilo 29 týmů (20 národních týmů a 9 národních free týmů) z 11 zemí. Vítězem se stal národní tým Finska (1) před národními týmy Finska (3) a Dánska (1).
Rozhodčími byli  Sara Gadd,  Mike Tallamy,  Filip Bollen,  Zsolt Böszörményi,  Tomi Sarkkinen.
Oficiální dummy soutěže byly vyrobeny slovenskou firmou Firedog v zelené barvě s černým nápisem IWT 2017 FINLAND.

## Přihlášené týmy
Maximální počet startujících byl stanoven 36 týmů. Každá členská země mohla vyslat maximálně 3 národní týmy. Zbývající počet týmů do maxima byl k dispozici pro free týmy.
| Obhajující tým (1) | - Nizozemsko |
| Národní týmy (19)  | - Belgie (2) - Dánsko (3) - Finsko (3) - Německo (3) - Nizozemsko (2) - Norsko (1) - Rakousko (1) - Rusko (1) - Švédsko (3) |
| Free týmy (9)      | - Finsko (3) - Francie (1) - Itálie (1) - Německo (3) - Švédsko (1)                                                         |

## Místo konání
Soutěž proběhla poblíž farmy Katteluksen nacházejících ve vesnici Kattelus západně od města Mustio v provincie Uusimaa ve Finsku.
| Mustio |

## Konečné hodnocení
Výsledková listina. Nejlepším psem prvního soutěžního dne se stal Namusillan Tähtituli finského vůdce Marjaana Kousa. Nejlepším psem celé soutěže se stal Kulteen Heathrow finského vůdce Tera Piiroinena.
| Poz. | Země / název týmu     | St. č. | Vůdce                     | Pes                                    | Plemeno | ZB | SG | FB | TS | MT | FB | TS | MT | ZB | SG | Body | Celk. body |
| ---- | --------------------- | ------ | ------------------------- | -------------------------------------- | ------- | -- | -- | -- | -- | -- | -- | -- | -- | -- | -- | ---- | ---------- |
| 1    | Finsko (1)            | 18. A  | Tero Piiroinen            | Kulteen Heathrow                       | LR      | 19 | 18 | 20 | 20 | 20 | 20 | 20 | 20 | 18 | 19 | 194  | 538        |
| 1    | Finsko (1)            | 18. B  | Maarit Nikkanen –         | Batmoors' Black Isle Chandler          | LR      | 20 | 20 | 18 | 20 | 20 | 20 | 18 | 20 | 16 | 19 | 191  | 538        |
| 1    | Finsko (1)            | 18. C  | Teijo Kostian             | Grassduck's Red Flash                  | LR      | 8  | 16 | 8  | 20 | 20 | 18 | 7  | 20 | 19 | 17 | 153  | 538        |
| 2    | Finsko (3)            | 11. A  | Jari Särkänlahti –        | Brookbank Blackbird                    | LR      | 20 | 15 | 18 | 18 | 17 | 12 | 16 | 20 | 20 | 15 | 171  | 510        |
| 2    | Finsko (3)            | 11. B  | Mikko Tani                | Highhut's Deneb                        | LR      | 12 | 12 | 20 | 20 | 20 | 20 | 16 | 18 | 20 | 20 | 178  | 510        |
| 2    | Finsko (3)            | 11. C  | Mervi Salo                | Waterfowler Copper                     | LR      | 16 | 17 | 20 | 17 | 11 | 0  | 20 | 20 | 20 | 20 | 161  | 510        |
| 3    | Dánsko (1)            | 21. A  | Danny Fraser              | Fendawood Able                         | LR      | 20 | 20 | 20 | 17 | 17 | 8  | 17 | 20 | 20 | 17 | 176  | 497        |
| 3    | Dánsko (1)            | 21. B  | Michael Christensen       | Blackthorn Rosa                        | LR      | 10 | 18 | 20 | 19 | 17 | 12 | 17 | 18 | 0  | 17 | 148  | 497        |
| 3    | Dánsko (1)            | 21. C  | John Juul Henriksen –     | Stenhøjgårds Cille-Lovis               | LR      | 13 | 19 | 16 | 20 | 15 | 20 | 17 | 20 | 18 | 15 | 173  | 497        |
| 4    | Finsko (free team 3)  | 10. A  | Mika Lappalainen –        | Rushbrigg Norton                       | LR      | 20 | 18 | 12 | 18 | 20 | 18 | 13 | 20 | 20 | 18 | 177  | 497        |
| 4    | Finsko (free team 3)  | 10. B  | Mari Koivisto             | Demon Eye's Freewill                   | LR      | 0  | 10 | 20 | 19 | 20 | 18 | 19 | 18 | 20 | 0  | 144  | 497        |
| 4    | Finsko (free team 3)  | 10. C  | Sonja Eskelin             | Metsäsuharin Hongatar                  | LR      | 14 | 15 | 18 | 20 | 15 | 16 | 19 | 20 | 20 | 19 | 176  | 497        |
| 5    | Nizozemsko (1)‡       | 17. A  | Roy Ehbel                 | Abbotsross Trefynwy                    | LR      | 18 | 0  | 20 | 17 | 17 | 18 | 20 | 20 | 18 | 18 | 166  | 485        |
| 5    | Nizozemsko (1)‡       | 17. B  | Ingrid van de Ven         | Bubbles van de Vaortkaant              | LR      | 20 | 15 | 0  | 15 | 14 | 20 | 19 | 17 | 18 | 19 | 157  | 485        |
| 5    | Nizozemsko (1)‡       | 17. C  | Rob Schmidt               | Cerbel Ambassador                      | LR      | 20 | 18 | 14 | 5  | 15 | 18 | 13 | 20 | 20 | 19 | 162  | 485        |
| 6    | Norsko                | 19. A  | Per Lier –                | Meadowlark Ballyrush                   | LR      | 19 | 19 | 12 | 12 | 18 | 16 | 14 | 9  | 18 | 20 | 157  | 478        |
| 6    | Norsko                | 19. B  | Trond Gjøtterud           | Huntingmate Femme's Barn               | LR      | 18 | 16 | 20 | 20 | 18 | 4  | 20 | 20 | 20 | 20 | 176  | 478        |
| 6    | Norsko                | 19. C  | Aase Helen Ramsrud        | Searover Day Riff                      | LR      | 10 | 17 | 8  | 19 | 12 | 20 | 0  | 20 | 20 | 19 | 145  | 478        |
| 7    | Finsko (2)            | 25. A  | Pekka Tuomi –             | Misty Bay's Black Eagle Hunting        | LR      | 14 | 17 | 18 | 19 | 15 | 8  | 14 | 20 | 16 | 17 | 158  | 476        |
| 7    | Finsko (2)            | 25. B  | Elina Salo                | Hardrocks Artists Life                 | LR      | 15 | 18 | 20 | 17 | 20 | 20 | 19 | 20 | 20 | 18 | 187  | 476        |
| 7    | Finsko (2)            | 25. C  | Antti Heinonen            | Djurbergas Fashion Quiksilver          | LR      | 12 | 14 | 0  | 18 | 16 | 0  | 11 | 20 | 20 | 20 | 131  | 476        |
| 8    | Finsko (free team 2)  | 16. A  | Marjaana Kousa –          | Namusillan Tähtituli                   | LR      | 19 | 20 | 20 | 20 | 20 | 18 | 20 | 20 | 12 | 14 | 183  | 474        |
| 8    | Finsko (free team 2)  | 16. B  | Pekka Keinänen            | Namusillan Merimyrskyliitäjä           | LR      | 20 | 18 | 20 | 17 | 19 | 20 | 13 | 16 | 14 | 19 | 176  | 474        |
| 8    | Finsko (free team 2)  | 16. C  | Pasi Pöppönen             | Namusillan Tulinuoli                   | LR      | 16 | 0  | 8  | 17 | 18 | 16 | 7  | 0  | 16 | 17 | 115  | 474        |
| 9    | Německo (2)           | 28. A  | Betty Schwieren –         | Blackthorn Merga                       | LR      | 14 | 17 | 20 | 19 | 19 | 8  | 8  | 20 | 16 | 17 | 158  | 458        |
| 9    | Německo (2)           | 28. B  | Achim Altegoer            | Limcreek Arielle                       | LR      | 18 | 14 | 20 | 19 | 20 | 12 | 16 | 19 | 14 | 18 | 170  | 458        |
| 9    | Německo (2)           | 28. C  | Rainer Schmidt            | Blackthorn Misam                       | LR      | 12 | 14 | 0  | 20 | 15 | 12 | 12 | 20 | 6  | 19 | 130  | 458        |
| 9    | Dánsko (2)            | 29. A  | Carsten Andersen          | Lockthorn Zippo Stoney                 | LR      | 20 | 19 | 16 | 16 | 20 | 0  | 11 | 9  | 20 | 20 | 151  | 458        |
| 9    | Dánsko (2)            | 29. B  | Boye Rasmussen            | Lockthorn Zinedine Zidan               | LR      | 16 | 15 | 18 | 18 | 15 | 18 | 14 | 19 | 14 | 16 | 163  | 458        |
| 9    | Dánsko (2)            | 29. C  | Lars Nørgaard –           | Michnos Friend Chandler Bing           | LR      | 12 | 19 | 16 | 19 | 18 | 20 | 0  | 20 | 0  | 20 | 144  | 458        |
| 11   | Finsko (free team 1)  | 14. A  | Maarit Saarinen –         | Biamin Juicy Chili                     | LR      | 0  | 19 | 18 | 19 | 14 | 20 | 20 | 16 | 0  | 18 | 144  | 450        |
| 11   | Finsko (free team 1)  | 14. B  | Marika Kuivalainen        | Hardrocks Mint Chocolate               | LR      | 15 | 13 | 16 | 14 | 5  | 18 | 20 | 17 | 18 | 18 | 165  | 450        |
| 11   | Finsko (free team 1)  | 14. C  | Riitta Väisänen           | Demon Eye's Witch Hunt                 | LR      | 18 | 19 | 12 | 19 | 6  | 16 | 8  | 19 | 16 | 19 | 141  | 450        |
| 12   | Německo (free team 2) | 27. A  | Volker Herrmann –         | Starcreek Infinity                     | LR      | 0  | 14 | 20 | 18 | 13 | 14 | 13 | 15 | 18 | 18 | 143  | 449        |
| 12   | Německo (free team 2) | 27. B  | Nadia Blank               | SL JollyChoc's Baldur                  | LR      | 20 | 11 | 20 | 16 | 18 | 16 | 20 | 16 | 20 | 19 | 176  | 449        |
| 12   | Německo (free team 2) | 27. C  | Bernadette Dierks-Meyer   | Gin vom alten Trappistenkloster        | LR      | 12 | 18 | 0  | 19 | 15 | 16 | 16 | 20 | 0  | 14 | 130  | 449        |
| 13   | Dánsko (3)            | 26. A  | Ove Simonsen              | Lærkereden's Lærke                     | LR      | 20 | 16 | 20 | 18 | 20 | 16 | 5  | 20 | 20 | 15 | 170  | 444        |
| 13   | Dánsko (3)            | 26. B  | Kirsten Lynge –           | Lochiness Han Solo                     | LR      | 18 | 7  | 4  | 15 | 17 | 20 | 11 | 16 | 10 | 16 | 134  | 444        |
| 13   | Dánsko (3)            | 26. C  | Ruth Simonsen             | Lærkereden's Rimfaxe                   | LR      | 0  | 2  | 18 | 20 | 15 | 16 | 15 | 20 | 20 | 14 | 140  | 444        |
| 14   | Německo (1)           | 23. A  | Herbert Barufe –          | Stonehunter Iceflower Chicco           | GR      | 17 | 14 | 20 | 14 | 19 | 18 | 12 | 20 | 0  | 17 | 151  | 443        |
| 14   | Německo (1)           | 23. B  | Sybille Wasmuth           | Brave William of Mountain Forest Glade | GR      | 18 | 10 | 0  | 17 | 20 | 18 | 18 | 19 | 20 | 18 | 158  | 443        |
| 14   | Německo (1)           | 23. C  | Simone Hahn               | Davina von der Klifflinie              | LR      | 8  | 12 | 20 | 13 | 20 | 0  | 8  | 15 | 20 | 18 | 134  | 443        |
| 15   | Nizozemsko (2)        | 8. A   | Rinus Heijmans –          | Garrethall Quiff                       | LR      | 20 | 17 | 20 | 12 | 20 | 0  | 8  | 20 | 12 | 20 | 149  | 435        |
| 15   | Nizozemsko (2)        | 8. B   | Richard van Kaam          | Haggis of the Spring Cottage           | LR      | 18 | 8  | 16 | 15 | 20 | 8  | 16 | 15 | 18 | 18 | 152  | 435        |
| 15   | Nizozemsko (2)        | 8. C   | Leon Akkerman             | Raven from the Gundog Farm             | LR      | 0  | 12 | 14 | 10 | 15 | 20 | 8  | 18 | 20 | 17 | 134  | 435        |
| 16   | Francie (free team)   | 12. A  | Odile Guerin              | Impala du rau d'Esch                   | GR      | 20 | 16 | 16 | 14 | 14 | 0  | 10 | 20 | 20 | 19 | 149  | 429        |
| 16   | Francie (free team)   | 12. B  | Laurent Baledent          | Fendawood Earlybird                    | LR      | 16 | 15 | 20 | 0  | 20 | 16 | 19 | 17 | 8  | 16 | 147  | 429        |
| 16   | Francie (free team)   | 12. C  | Claude Robert             | Idole du rau d'Esch                    | GR      | 17 | 16 | 18 | 20 | 11 | 16 | 0  | 20 | 0  | 15 | 133  | 429        |
| 16   | Švédsko (1)           | 9. A   | Lena Almstedt             | Searover Pims Pirate                   | LR      | 20 | 19 | 20 | 17 | 14 | 20 | 16 | 20 | 20 | 10 | 176  | 429        |
| 16   | Švédsko (1)           | 9. B   | Anna Qvarfort             | Searover Bass Q'Sam                    | LR      | 18 | 13 | 16 | 17 | 20 | 18 | 12 | 16 | 0  | 16 | 146  | 429        |
| 16   | Švédsko (1)           | 9. C   | Maria Björklund –         | Searover Bass Q'Diesel                 | LR      | 18 | 0  | 16 | 15 | 0  | 0  | 0  | 20 | 20 | 18 | 107  | 429        |
| 18   | Belgie (1)            | 3. A   | Fons Exelmans             | Eroll Flynn des Fields de Mauny        | LR      | 5  | 14 | 16 | 0  | 18 | 16 | 17 | 20 | 20 | 11 | 137  | 425        |
| 18   | Belgie (1)            | 3. B   | Dirk Volders              | Jane Des Ormeaux De Villebeton         | LR      | 8  | 14 | 20 | 14 | 11 | 16 | 7  | 14 | 20 | 19 | 143  | 425        |
| 18   | Belgie (1)            | 3. C   | Pieter Vivijs             | Cool Face Arlet Star                   | LR      | 0  | 17 | 20 | 15 | 14 | 20 | 0  | 20 | 20 | 19 | 145  | 425        |
| 19   | Rakousko              | 24. A  | Ivonne Brunold –          | Beechdale's Dusty Hazel                | LR      | 18 | 17 | 16 | 18 | 20 | 0  | 20 | 20 | 0  | 18 | 147  | 424        |
| 19   | Rakousko              | 24. B  | Barbara Stadlhuber        | Xandro vom Fichtenhorst                | LR      | 20 | 18 | 20 | 19 | 20 | 20 | 20 | 18 | 19 | 16 | 190  | 424        |
| 19   | Rakousko              | 24. C  | Martina Lehner            | Parkway Pete                           | LR      | 6  | 0  | 14 | 12 | 13 | 14 | 0  | 8  | 0  | 20 | 87   | 424        |
| 20   | Švédsko (3)           | 7. A   | Sara Sundblom             | Reedsweeper's Red Rose                 | LR      | 0  | 16 | 20 | 18 | 8  | 16 | 0  | 20 | 14 | 18 | 130  | 421        |
| 20   | Švédsko (3)           | 7. B   | Helena Lindström –        | Reedsweeper's Tex Takida               | LR      | 16 | 14 | 20 | 18 | 20 | 18 | 13 | 17 | 6  | 17 | 159  | 421        |
| 20   | Švédsko (3)           | 7. C   | Fredrik Lindström         | Reedsweeper's Red Devil                | LR      | 0  | 15 | 18 | 17 | 16 | 0  | 11 | 18 | 20 | 17 | 132  | 421        |
| 21   | Německo (free team 3) | 13. A  | Axel Schäfer –            | Adoring Leo of Mountain Forest Glade   | GR      | 0  | 19 | 16 | 8  | 20 | 20 | 14 | 0  | 14 | 14 | 125  | 407        |
| 21   | Německo (free team 3) | 13. B  | Jarka Svenka              | Agile Kent of Mountain Forest Glade    | GR      | 15 | 14 | 0  | 17 | 8  | 20 | 19 | 15 | 20 | 18 | 146  | 407        |
| 21   | Německo (free team 3) | 13. C  | Caroline Koch             | Ragweed's Keed                         | LR      | 10 | 12 | 0  | 20 | 10 | 20 | 10 | 18 | 20 | 16 | 136  | 407        |
| 22   | Nizozemsko (3)        | 4. A   | Herman Jeske –            | Go Back Brothers in Arms               | LR      | 0  | 13 | 20 | 20 | 14 | 20 | 10 | 15 | 20 | 14 | 146  | 401        |
| 22   | Nizozemsko (3)        | 4. B   | Petra Vingerhoets         | Heather of the Spring Cottage          | LR      | 17 | 12 | 8  | 16 | 20 | 16 | 0  | 16 | 10 | 14 | 129  | 401        |
| 22   | Nizozemsko (3)        | 4. C   | Tom Van der Linden        | Dual's Hope Lord Finley                | LR      | 14 | 10 | 20 | 18 | 15 | 16 | 15 | 0  | 0  | 18 | 126  | 401        |
| 23   | Rusko                 | 15. A  | Elena Zubkova             | Fendawood Cool Russian Star            | LR      | 8  | 15 | 0  | 20 | 20 | 0  | 20 | 10 | 0  | 0  | 93   | 399        |
| 23   | Rusko                 | 15. B  | Vera Smirnova             | Blackthorn Stalker                     | LR      | 20 | 14 | 12 | 15 | 20 | 16 | 13 | 17 | 15 | 20 | 162  | 399        |
| 23   | Rusko                 | 15. C  | Julia Vershinina –        | Polarfischer Dumbledore                | LR      | 14 | 18 | 8  | 16 | 13 | 20 | 7  | 15 | 16 | 17 | 144  | 399        |
| 24   | Německo (3)           | 20. A  | Birgit Drebenstedt        | Gunsight's Dotted Clay                 | LR      | 15 | 10 | 16 | 18 | 20 | 8  | 19 | 0  | 8  | 16 | 130  | 396        |
| 24   | Německo (3)           | 20. B  | Jörg Mente                | Gunsight's Elliot                      | LR      | 14 | 19 | 20 | 19 | 14 | 18 | 19 | 0  | 0  | 18 | 141  | 396        |
| 24   | Německo (3)           | 20. C  | Anja Möller –             | Flashmount Teal                        | LR      | 15 | 10 | 14 | 18 | 16 | 18 | 14 | 0  | 0  | 20 | 125  | 396        |
| 24   | Itálie (free team)    | 5. A   | Paolo Guardamagna         | Adam                                   | LR      | 16 | 19 | 18 | 16 | 20 | 20 | 14 | 14 | 20 | 18 | 175  | 396        |
| 24   | Itálie (free team)    | 5. B   | Simona Milintenda         | Kara                                   | LR      | 18 | 15 | 12 | 15 | 19 | 12 | 0  | 14 | 14 | 18 | 137  | 396        |
| 24   | Itálie (free team)    | 5. C   | Chiara Berzacola –        | Up the River Aleida                    | LR      | 2  | 0  | 16 | 16 | 17 | 0  | 0  | 0  | 16 | 17 | 84   | 396        |
| 26   | Německo (free team 1) | 1. A   | Yvonne Korradi –          | Huels' Hunters Indigo River            | LR      | 20 | 14 | 0  | 18 | 13 | 16 | 16 | 20 | 19 | 18 | 154  | 387        |
| 26   | Německo (free team 1) | 1. B   | Konstanze Bachmaier       | Deep Impact Alva                       | LR      | 12 | 14 | 0  | 14 | 15 | 16 | 0  | 15 | 4  | 20 | 110  | 387        |
| 26   | Německo (free team 1) | 1. C   | Heiko Christ              | Hera's Duke von Bauernhirschtal        | GR      | 0  | 15 | 16 | 19 | 16 | 0  | 18 | 20 | 4  | 15 | 123  | 387        |
| 27   | Švédsko (free team)   | 22. A  | Maria Söder –             | Söders Broadwalk                       | LR      | 0  | 16 | 20 | 13 | 15 | 16 | 20 | 20 | 15 | 17 | 152  | 376        |
| 27   | Švédsko (free team)   | 22. B  | Tomas Söderström          | Broadlaw Ivor                          | LR      | 8  | 0  | 0  | 15 | 15 | 0  | 20 | 17 | 0  | 0  | 75   | 376        |
| 27   | Švédsko (free team)   | 22. C  | Margareta Westman         | Streamlight's Jackies Daiquiri         | LR      | 0  | 17 | 18 | 20 | 14 | 4  | 17 | 20 | 20 | 19 | 149  | 376        |
| 28   | Belgie (2)            | 6. A   | Nils De Peuter –          | Flying Kangaroo Ighor                  | GR      | 14 | 15 | 20 | 18 | 19 | 0  | 0  | 20 | 18 | 16 | 140  | 366        |
| 28   | Belgie (2)            | 6. B   | Gaston Maerievoet         | Kay of the Charmed Angel               | LR      | 18 | 5  | 18 | 15 | 14 | 20 | 8  | 16 | 12 | 19 | 145  | 366        |
| 28   | Belgie (2)            | 6. C   | Bart Vangoidsenhoven      | Kroonkennel's Jones                    | LR      | 0  | 10 | 12 | 13 | 0  | 0  | 18 | 0  | 14 | 14 | 81   | 366        |
| 29   | Švédsko (2)           | 2. A   | Karin Thunander           | Streamlight's Choice Who's Charlie     | LR      | 0  | 8  | 16 | 16 | 15 | 0  | 20 | 10 | 0  | 0  | 85   | 343        |
| 29   | Švédsko (2)           | 2. B   | Lena Bratsberg-Karlsson – | Searover Twinkle Lizz                  | LR      | 15 | 0  | 8  | 20 | 20 | 12 | 13 | 14 | 12 | 20 | 134  | 343        |
| 29   | Švédsko (2)           | 2. C   | Lena Westerman            | Streamlight's Cayo's Wildy             | LR      | 0  | 14 | 16 | 16 | 18 | 8  | 13 | 0  | 20 | 19 | 124  | 343        |

1. ↑  Ingrid Schmidt –
2. ↑  Bruno Julien –
3. ↑  Stef Bollen –

### Průběžné výsledky
| Země / název týmu     | St. č. | I. den | I. den | II. den | II. den | Celk. body | Celk. poz. | Posun† |
| Země / název týmu     | St. č. | Body   | Poz.   | Body    | Poz.    | Celk. body | Celk. poz. | Posun† |
| --------------------- | ------ | ------ | ------ | ------- | ------- | ---------- | ---------- | ------ |
| Finsko (1)            | 18     | 267    | 1      | 271     | 2       | 538        | 1          | 0      |
| Finsko (3)            | 11     | 253    | 4      | 257     | 4       | 510        | 2          | 2      |
| Dánsko (1)            | 21     | 261    | 2      | 236     | 10      | 497        | 3          | -1     |
| Finsko (free team 3)  | 10     | 239    | 7      | 258     | 3       | 497        | 4          | 3      |
| Nizozemsko (1)‡       | 17     | 208    | 22     | 277     | 1       | 485        | 5          | 17     |
| Norsko                | 19     | 238    | 8      | 240     | 7       | 478        | 6          | 2      |
| Finsko (2)            | 25     | 233    | 10     | 243     | 5       | 476        | 7          | 3      |
| Finsko (free team 2)  | 16     | 252    | 5      | 222     | 13      | 474        | 8          | -3     |
| Dánsko (2)            | 29     | 257    | 3      | 201     | 20      | 458        | 9          | -6     |
| Německo (2)           | 28     | 241    | 6      | 217     | 16      | 458        | 9          | -3     |
| Finsko (free team 1)  | 14     | 207    | 23     | 243     | 6       | 450        | 11         | 12     |
| Německo (free team 2) | 27     | 214    | 19     | 235     | 11      | 449        | 12         | 7      |
| Dánsko (3)            | 26     | 210    | 21     | 234     | 12      | 444        | 13         | 8      |
| Německo (1)           | 23     | 222    | 14     | 221     | 14      | 443        | 14         | 0      |
| Nizozemsko (2)        | 8      | 217    | 16     | 218     | 15      | 435        | 15         | 1      |
| Francie (free team)   | 12     | 233    | 10     | 196     | 22      | 429        | 16         | -6     |
| Švédsko (1)           | 9      | 223    | 13     | 206     | 17      | 429        | 16         | -3     |
| Belgie (1)            | 3      | 186    | 25     | 239     | 8       | 425        | 18         | 7      |
| Rakousko              | 24     | 231    | 12     | 193     | 23      | 424        | 19         | -7     |
| Švédsko (3)           | 7      | 216    | 18     | 205     | 18      | 421        | 20         | -2     |
| Německo (free team 3) | 13     | 169    | 29     | 238     | 9       | 407        | 21         | 8      |
| Nizozemsko (3)        | 4      | 217    | 16     | 184     | 25      | 401        | 22         | -6     |
| Rusko                 | 15     | 213    | 20     | 186     | 24      | 399        | 23         | -3     |
| Německo (3)           | 20     | 238    | 8      | 158     | 29      | 396        | 24         | -16    |
| Itálie (free team)    | 5      | 219    | 15     | 177     | 26      | 396        | 24         | -9     |
| Německo (free team 1) | 1      | 186    | 25     | 201     | 20      | 387        | 26         | -1     |
| Švédsko (free team)   | 22     | 171    | 28     | 205     | 18      | 376        | 27         | 1      |
| Belgie (2)            | 6      | 191    | 24     | 175     | 27      | 366        | 28         | -4     |
| Švédsko (2)           | 2      | 182    | 27     | 161     | 28      | 343        | 29         | -2     |

† Rozdíl pozic mezi prvním dnem a konečným pořadím.
‡ Obhájce